# تشيلي
تشيلي أو شِيلي (بالإسبانية: Chile)، رسمياً جمهورية تشيلي (بالإسبانية: República de Chile) هي دولة كاستلية لاتينية تقع غربي المخروط الجنوبي في أمريكا الجنوبية، وتمتد سواحلها على المحيط الهادئ بمسافة تقدر بحوالي 4828 كيلومتراً، تحدها بيرو من الشمال، وبوليفيا من الشمال الشرقي، والأرجنتين من الشرق، والمحيط الهادئ من الغرب.
وتعتبر تشيلي دولة الشريط الساحلي، وذلك أن أرضها على شكل مستطيل في غربي القارة، وتبلغ مساحة تشيلي 756,626 كيلومتراً مربعاً، بلغ عدد سكان تشيلي 17.5 مليون نسمة حسب آخر تعداد سكاني في عام 2017، وعاصمتها سانتياغو (القديس يعقوب)، ومن مدنها فالبارايسو، وأنتوفاجستا، وفالديفيا، وكونسيبسيون.
تحتوي الصحراء الشمالية في تشيلي على ثروة معدنية كبيرة، أساسا النحاس. يهيمن على المنطقة الوسطى صغيرة نسبيا من حيث عدد السكان والموارد الزراعية، والمركز الثقافي والسياسي الذي تشيلي توسعت في أواخر القرن 19 عندما درجتت المناطق الشمالية والجنوبية. جنوب تشيلي غنية في الغابات والمراعي، ويضم سلسلة من البراكين والبحيرات. الساحل الجنوبي هو عبارة عن متاهة من المضايق والخلجان والقنوات والتواء شبه جزيرة، والجزر.
إسبانيا غزوا واستعمروا تشيلي في منتصف القرن 16 استبدال حكم الإنكا في شمال ووسط تشيلي لكنه فشل في قهر مابوتشي المستقلة التي سكنت جنوب وسط تشيلي. بعد إعلان استقلالها عن إسبانيا في 1818، ظهرت تشيلي في 1830 كجمهورية الاستبدادية مستقرة نسبيا. في القرن 19، شهدت تشيلي النمو الاقتصادي والإقليمية الهامة إنهاء المقاومة المابوتشية في 1880 واكتساب أراضيها الشمالية الحالية في حرب المحيط الهادئ (1879-1884) بعد فوزها على بيرو وبوليفيا. في أواخر 1960 وأوائل 1970، وشهدت البلاد الاستقطاب السياسي بين اليسار واليمين والاضطراب الشديد. توج هذا التطور الانقلاب عام 1973 الذي أطاح الحكومة اليسارية سلفادور الليندي وضعت ديكتاتورية عسكرية يمينية طويلة من العمر 16 عاما والتي خلفت القتلى والمفقودين أكثر من 3,000 شخص. دكتاتورية برئاسة أوغستو انتهت بينوشيه في عام 1990 بعد أن خسر استفتاء في عام 1988 وخلفه ائتلاف يسار الوسط الذي حكم خلال أربعة الرئاسات حتى عام 2010.
تشيلي هي اليوم واحدة من الدول الأكثر استقرارا وازدهارا في أميركا الجنوبية. وهو يؤدي دول أمريكا اللاتينية في التصنيف العالمي للتنمية البشرية والقدرة التنافسية ونصيب الفرد من الدخل، والعولمة، وحالة السلم، والحرية الاقتصادية، وإدراك انخفاض الفساد. كما أنها تحتل المرتبة العالية إقليميا أيضا في استدامة الدولة، والتطور الديمقراطي. تشيلي هي أحد الأعضاء المؤسسين للأمم المتحدة، واتحاد دول أمريكا الجنوبية وتجمع دول أمريكا اللاتينية و منطقة البحر الكاريبي.

## أصل التسمية
هناك نظريات مختلفة حول أصل كلمة تشيلي. وفقًا لمؤرّخ القرن السابع عشر -دييغو دي روزاليس، دعا الإنكا وادي أكونكاغوا «تشيلي» نسبةً من اسم الزعيم القبلي Picunche («كاسيك») دعا Tili، الذي حكم المنطقة في ذلك الوقت أثناء فتح الإنكا في القرن 15. نظرية أخرى تقول: لتشابه وادي أكونكاغوا مع وادي كاسما في بيرو، حيث كانت هناك بلدة أو وادي يُسمّى شيلي 
نظريات أخرى تقول تشيلي قد تستمدّ اسمها من كلمة الأمريكيين الأصليين وهذا يعني إما "أقاصي الأرض" أو "النوارس"; من الكلمة شيلي مابوتشي، وهو ما قد يعني "حيث تنتهي الأراضي;" أو من كيشوا chiri، "الباردة، أو الفلفل الحار، وهذا يعني إما "الثلج" أو "أعمق نقطة من الأرض". أصل آخر ينسب إلى شيلي هو مسمى cheele-cheele -التقليد مابوتشي من تغريد طائر يعرف محلّيّاً.
سمع الغزاة الإسبان حول هذا الاسم من الإنكا، وعدد قليل من الناجين من أول رحلة دييغو دي ألماغرو الإسباني الجنوبي من بيرو في 1535-1536 أطلقوا على أنفسهم «رجال الشطة». وفي نهاية المطاف، يعود الفضل إلى دييغو دي ألماغرو في تعميم اسم تشيلي، بعد تسمية وادي مابوتشو على هذا النحو. هجاء قديمة «شيلي» كان قيد الاستخدام في اللغة الإنجليزية حتى عام 1900 على الأقلّ قبل التّحوّل إلى «تشيلي».

## التاريخ

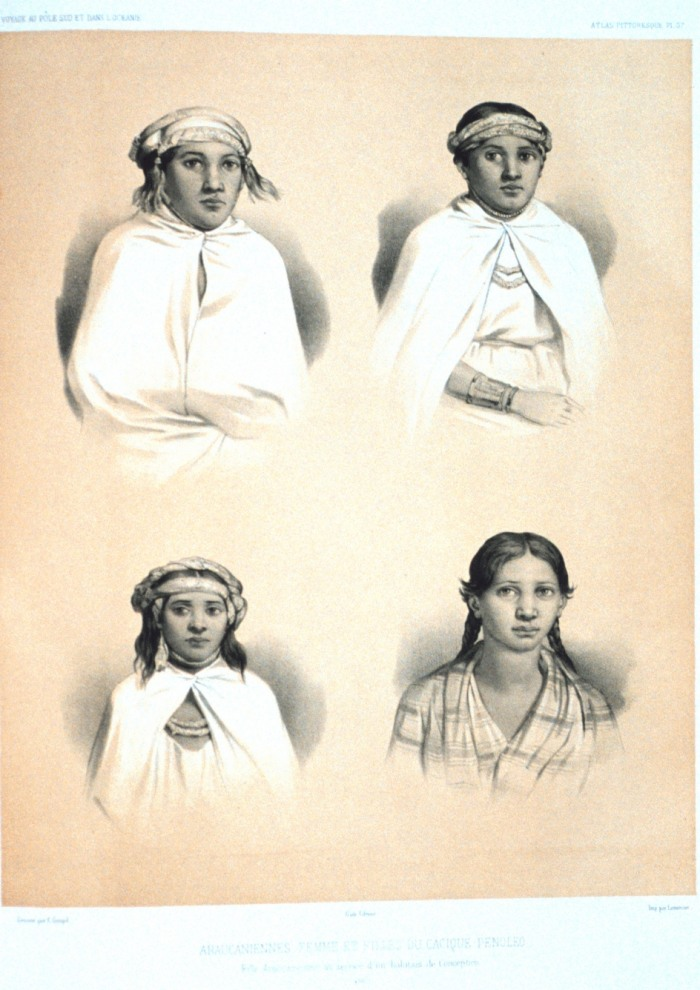
كان شعب مابوتشي السكان الأصليين لجنوب ووسط تشيلي.

كانت قبل فتح إسبانيا لها جزءا من إمبراطورية الإنكا الهندية الأميركية، فتحتها إسبانيا في سنة (947هـ - 1540 م) وأصبحت مستعمرة تابعة لإسبانيا حتى سنة 1234 هـ - 1818 م)، وذلك عندما أعلن قيام الجمهورية بتشيلي، ودخلت في حربين مع جارتيها، بيرو، وبوليفيا في سنة 1252 هـ - 1836 م، واستمرت هاتان الحربان عدة سنين، وتعتبر تشيلي دولة الشريط الساحلي، وذلك أن أرضها على شكل مستطبل في غربي القارة، وتبلغ مساحة تشيلي (756,626) كيلو مترا مربعاً، وسكانها في سنة (1408 هـ - 1988 م)، 12,7 مليون نسمة، وعاصمتها سنتياجو (القديس يعقوب)، ومن مدنها فلبراييزو، وأنتوفاجستا، وفالديفيا، وكونسيسيون.

## الجغرافيا

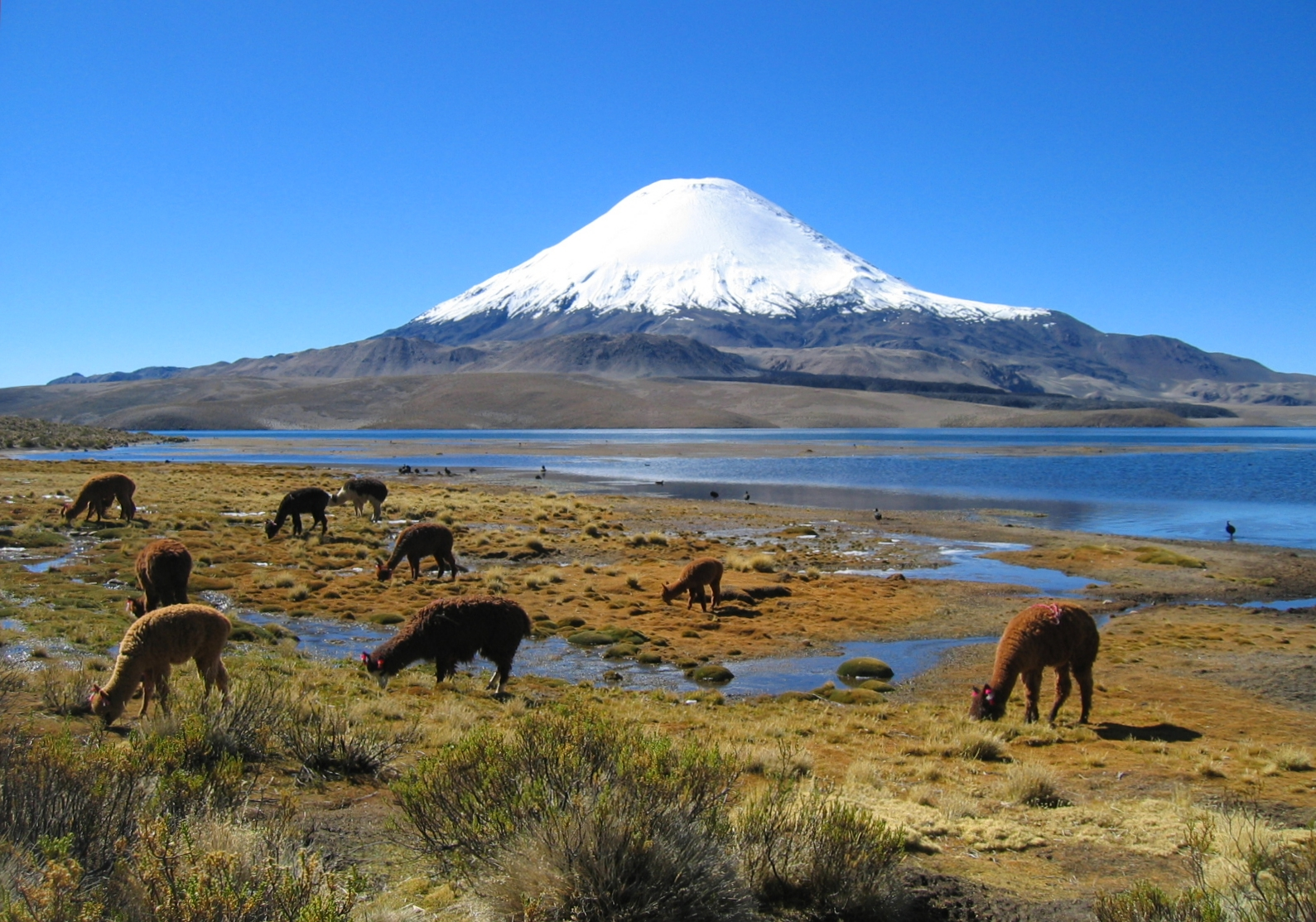
باريناكوتا بركان في شمال تشيلي

### الموقع
تشيلي هي دولة ساحلية طويلة وضيقة تقع في المخروط الجنوبي على الجانب الغربي من جبال الأنديز، في غربي أمريكا الجنوبية، وتمتد سواحلها على المحيط الهادي بمسافة تقدر بحوالي 4828
كيلومتراً، تحدها بيرو من الشمال، وبوليفيا من الشمال الشرقي، والأرجنتين من الشرق، والمحيط الهادي من الغرب، وتمتد على مسافة 4300 كم (2670 ميل) من الشمال إلى الجنوب، ولكن لا يزيد عرضها عن 350 كم (217 ميل) عند أوسع نقطة من الشرق إلى الغرب، و64 كم (40 ميل) عند أضيق نقطة من الشرق إلى الغرب، بمتوسط عرض 175 كم (109 ميل). وهذا يشمل مجموعة كبيرة ومتنوعة من المناخات والمناظر الطبيعية. وتبلغ مساحتها 756950 كيلومترًا مربعًا (292260 ميلًا مربعًا) من مساحة الأرض. وهي تقع داخل حلقة النار في المحيط الهادئ. وباستثناء جزر المحيط الهادئ والقارة القطبية الجنوبية، تقع تشيلي بين خطي عرض 17 درجة و56 درجة جنوبًا وخطي طول 66 درجة و75 درجة غربًا، وتبلغ المياه الإقليمية 12 ميلا بحريا

### الأرض

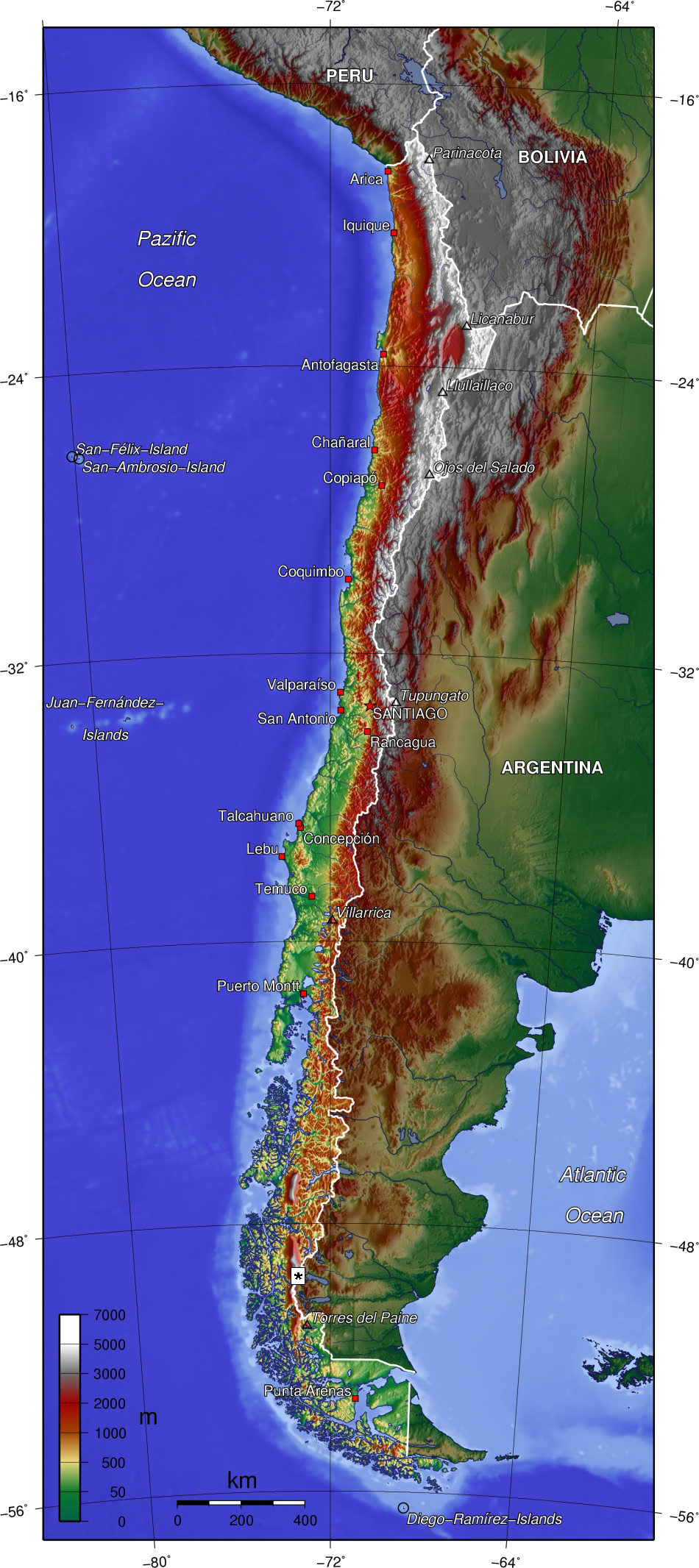
خريطة طبوغرافية تشيلي

أرضها شريط طويل يمتد عبر مسافة طويلة تشمل ثمان وثلاثين درجة عرضية تبدأ من دائرة العرض الحادية والعشرين جنوباً إلى دائرة العرض السادسة والخمسين جنوباً عند رأس هورن، ويضم هذا الشريط من اليابس الأمريكي عدة جزر، يضاف إلى هذا قطاع من القارة القطبية الجنوبية، وقد أعلنت شيلى ضمها إليها، وتبدأ أرض تشيلي بسلاسل جبلية تمتد بطول الشريط الساحلي، وهي قسم من جبال الأنديز، وتشكل حدوداً طبيعية بين تشيلي وجيرانها، ويبلغ ارتفاع بعض قممها 5490 متراً.
وأعلى جبالها اجوسدي سلادو (6870)، وإلى جانب هذه السلاسل تمتد سهول ساحلية ضيقة على شاطئ المحيط الهادي، والقسم الجنوبي من هذه السهول على شكل فيوردات تشكل خلجاناً صغيرة.
وأنهار شيلي قصيرة سريعة الجريان.

### السطح
تبلغ مساحة تشيلي 756,626كم² تمتد من الشمال إلى الجنوب بطول4,265 كم وبعرض أقصاه 400 كم. وتوجد في تشيلي على امتداد المحيط الهادئ سلسلة جبال منخفضة الارتفاع. وتشكل جبال الأنديز الشامخة حدود البلاد مع بوليفيا والأرجنتين.
وتقع تشيلي على طول حزام رئيسي من الزلازل، ولذلك فهي معرضة للزلازل ولأمواج البحر العاتية بشكل متكرر. تُقسم تشيلي إلى ثلاثة أقاليم من اليابسة، تمتد هذه المناطق من الشمال إلى الجنوب على النحو التالي:
1. إقليم الصحراء الشمالية.
2. إقليم الوادي الأوسط.
3. إقليم الأرخبيل.

كما تمتلك تشيلي عدداً من الجزر الصغيرة في أماكن بعيدة في المحيط الهادئ يطلق عليها الأقاليم النائية أشهرها جزيرة الفصح، الجزيرة المأهولة الأكثر عزلة في العالم.

#### إقليم الصحراء الشمالية

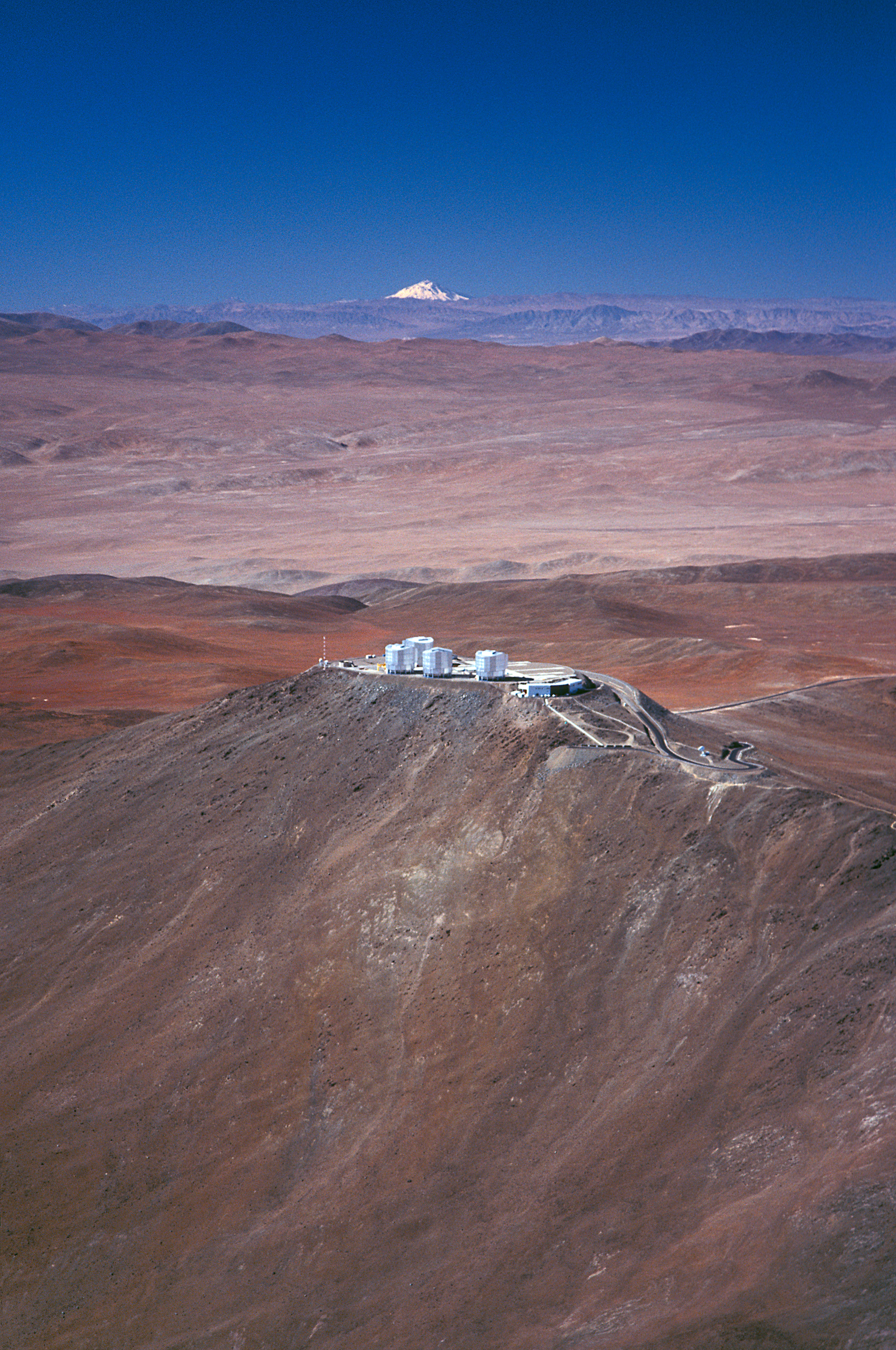
صحراء أتاكاما.

تمتد الصحراء الشمالية مسافة 1,600كم ابتداء من جنوبي حدود بيرو وحتى نهر أكونكاغوا شمالي مدينة فالباريسو. والواقع أن صحراء أتاكاما والتي يدعوها التشيليون بالشمال العظيم، تمثل النصف الشمالي من المنطقة.
تعد صحراء أتاكاما إحدى أكثر الأماكن جفافا في العالم، وتفسح المجال تدريجيا لوجود منطقة أقل جفافا بشكل طفيف إلى الجنوب فيما يدعى بالشمال الصغير.
وفيما عدا بعض المحاصيل التي تزرع في واحات قليلة، فلا توجد أيّة حياة نباتية تقريبا في صحراء أتاكاما، غير أن هذه الصحراء تختزن معظم المواد المعدنية القيمة في تشيلي، بالإضافة إلى مخزون هائل من نترات الصوديوم التي تستخدم في صنع الأسمدة، والمتفجرات.
والواقع أن صحراء أتاكاما خالية من الأنهار باستثناء نهر لوا الذي ينبع من
جبال الأنديز، ويصب في المحيط الهادي. ويخترق الشمال الصغير العديد من الأنهار. ومع هذا فإن بعضها تجف في فترات معينة من السنة. وتــنـتشر على طول الساحل في الصحراء الشمالية بعض المدن والبلدات حيث تزدهر بها مهنة صيد السمك، كما توجد المدن الداخلية الأخرى بالقرب من مناطق التعدين، بالإضافة إلى الموانئ الساحلية الكبرى مثل مدينة أنتوفاغستا ومدينة أريكا. ويتم تزويد بعض المستوطنات السكنية في تلك المنطقة بالمياه والمؤن من أنحاء أخرى في تشيلي. غير أن بضع واحات في صحراء أتاكاما تزوِّد بعض المجمعات الزراعية ببعض احتياجاتها، كما يقوم بعض الفلاحين في منطقة الشمال الصغير بتربية المواشي وزراعة بعض المحاصيل في مناطق تُروى بمياه الأنهار.

#### إقليم الوادي الأوسط
يمتد هذا الإقليم إلى نحو 1,000كم تبدأ من نهر أكونكاغوا حتى بويرتو مونت. ويعد إقليم الوادي الأوسط، القلب النابض لدولة تشيلي، حيث تتركز به المنشآت الصناعية والمحاصيل الزراعية، ويتجمع به معظم سكان تشيلي.
وتتوزع المياه التي تأتي من جبال الأنديز على الأنهار التي تخترق إقليم الوادي الأوسط، وهذه الأنهار هي أكونكاغوا ومابوتشو، ومايــبو، وموليه، وبيو بيو.
إن مناطق أحواض الأنهار هي من أكثر الأراضي خصوبة في تشيلي. تغطي بساتين الفواكه والكروم، والمراعي، والمزارع، جزءاً كبيراً من إقليم الوادي الأوسط كما تختزن المنطقة مقادير كبيرة من الفحم الحجري، والنحاس، المنجنيز.
وهناك منطقة ذات جمال خلاب جنوبي بيو بيو. وتعلو البراكين ذات القمم الثلجية ـ التي لا يزال بعضها نشطاً ـ المنحدرات الغربية لجبال الأنديز، وكذلك هناك بحيرات متلألئة وأودية عميقة تكونت بفعل مثالج تجري بين جبال مكسوة بغابات كثيفة. وتعتبر هذه المنطقة، التي تســمى بأرض البحيرة، مركزاً محبباً لقضاء الإجازات الصيفية.

#### إقليم الأرخبيل

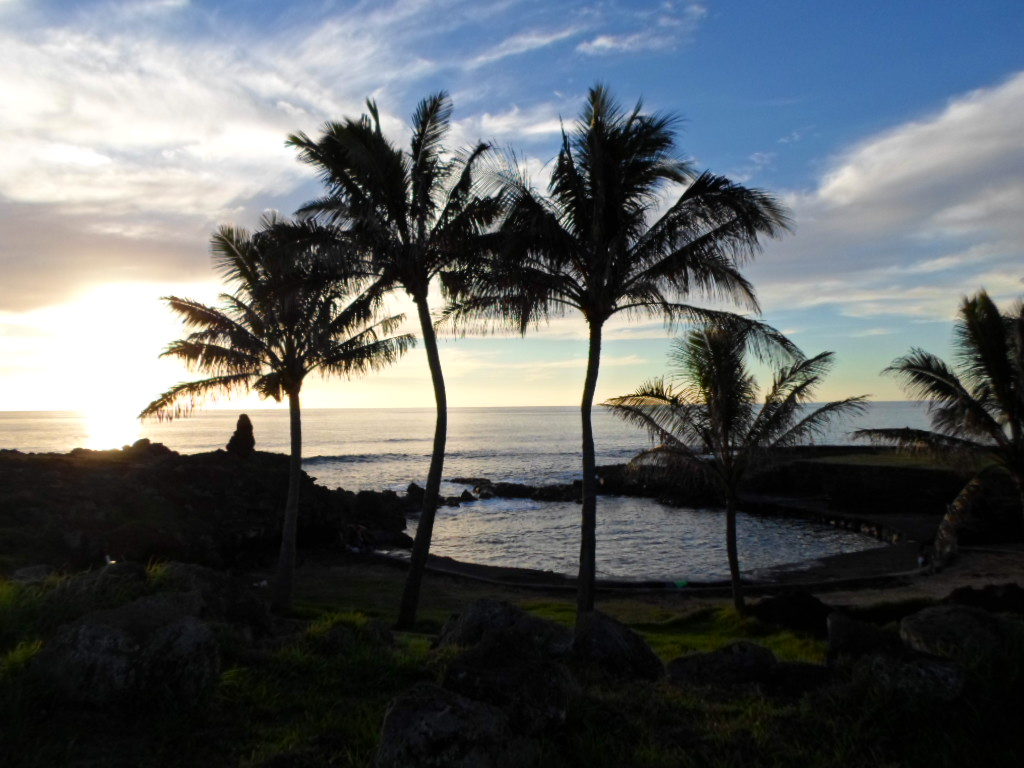
غروب الشمس في جزيرة الفصح.

يمتد إقليم الأرخبيل 1,600كم تقريباً ابتداء من بويرتو مونت إلى أقصى الرأس الجنوبي. لأمريكا الجنوبية المسمى كيب هورن. وتعتبر هذه المنطقة ذات طبيعة برية قاسية تجتاحها الرياح، وذات منحدرات صخرية حادة تكسوها الغابات الكثيفة، وتتخللها المثالج والبحيرات. وتنتشر في الطرف الغربي لهذا الإقليم آلاف الجزر محاطة ببحر بارد عاصف. وفي أقصى الجنوب يفصل مضيق ماجلان البر التشيلي عن مجموعة الجزر التي تعرف باسم تييرا دل فويجو والمقسمة بين تشيلي والأرجنتين. ويعتبر كيب هورن الواقع على جزيرة هورن في تشيلي أقـصى نقـطة فـي جنوبـي جـزر تييرا دل فويجو.
يعيش قليل من السكان في إقليم الأرخبيل. ومنطقة بونتا أريناس الواقعة على مضيق ماجلان هي المستوطنة
يعيش قليل من السكان في إقليم الأرخبيل. ومنطقة بونتا أريناس الواقعة على مضيق ماجلان هي المستوطنة السكنية الرئيسية الوحيدة. لا توجد خطوط سكك حديدية في تلك المنطقة، كما أن هنالك طرقـاً قليلة تربط بين المدن الكبيرة والصغيرة، ولا يصلح الجزء الأكبر من تلك الأراضي للزراعة، إلا أن المزارعين يطلقون أعداداً كبيرة من ماشيتهم لترعى في المراعي بالطرف الجنوبي لليابسة في تشيلي وفي جزر تييرا دل فويجو. كما يشتهر الجنوب الأقصى بحقول النفط وُيستخرج معظم النفط، في تشيلي من مضيق ماجلان وجزر تييرا دل فويجو.

#### الأقاليم النائية
تمتلك تشيلي العديد من الجزر الصغيرة النائية في المحيط الهادئ منها جزيرة الفصح وجزيرة خوان فيرنانديز. وتشتهر جزيرة الفصح التي تبعد 3,700كم غربي اليابسة بالمنحوتات الحجرية الطبيعية الضخمة (مواي). أما جُزر خوان فرنانديز فتقع على بعد نحو 650 كم غربي تشيلي.

### المناخ

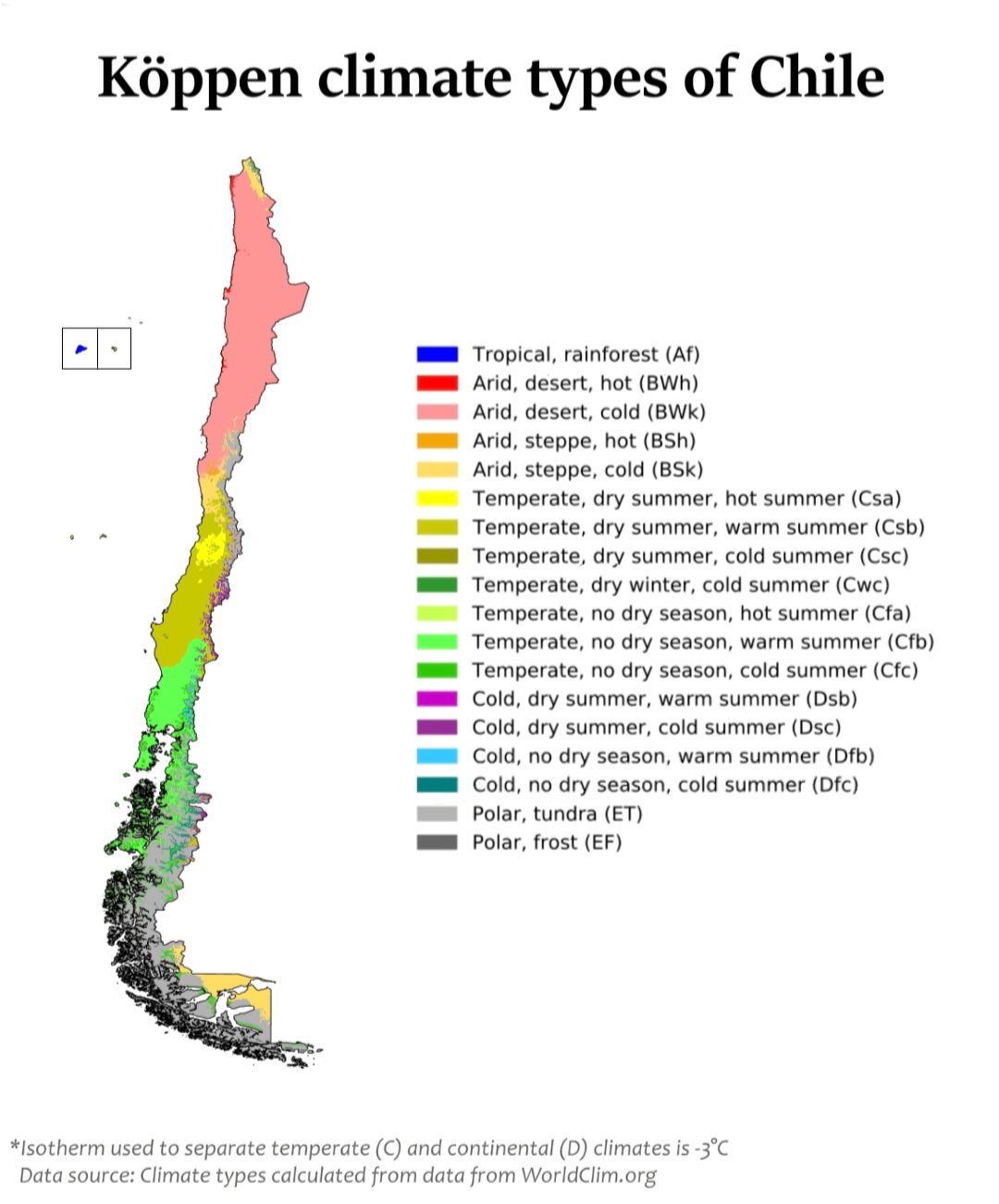
خريطة تصنيف كوبن للمناخ في تشيلي

تقع تشيلي جنوبي خط الاستواء، وبذلك تخالف فصول السنة بها مثيلاتها في نصف الكرة الشمالي. يمتد فصل الصيف من أواخر ديسمبر حتى أواخر مارس. ويبقى الشتاء من أواخر يونيو حتى آواخر سبتمبر.
لا تسقط الأمطار لعدة سنوات في أجزاء من إقليم الصحراء الشمالية في تشيلي، إلا أن المنطقة ليست حارة بشكل خاص. وتسبب الرياح التي تهب عبر تيار بيرو البارد جوًا باردًا غائمًا، بالإضافة إلى حدوث ضباب بشكل متكرر على المنطقة الساحلية. ويبلغ معدل درجة الحرارة في مدينة أنتوفاغاستا 20°م في يناير في الوقت الذي تبلغ 14°م فقط في يوليو.
ويتمتع إقليم الوادي الأوسط بمناخ معتدل، جاف في الصيف، ممطر في الشتاء، ويبلغ المعدل الإجمالي لسقوط الأمطار في سانتياجو 35سم تقريبا سنويًا. أما معدل درجة الحرارة في هذه المدينة فهو 20°م تقريبا في يناير و 9°م في يوليو.
والواقع أن أكثر ما يميز إقليم الأرخبيل أمطاره الباردة ورياحه الشديدة وعواصفه المتكررة. وفي مدينة بويرتو مونت، يبلغ معدل درجة الحرارة 15°م في شهر يناير و8°م في يوليو. أما المعدل السنوي للأمطار في هذه المدينة فهو 218سم ولكن تسقط أمطار في بعض أجزاء إقليم الأرخبيل بما معدله 508 سم سنويًا.

## السكان

التشيلي الهرم السكاني، يتوقع أن 2014. المصدر: المعهد الوطني للإحصاء.

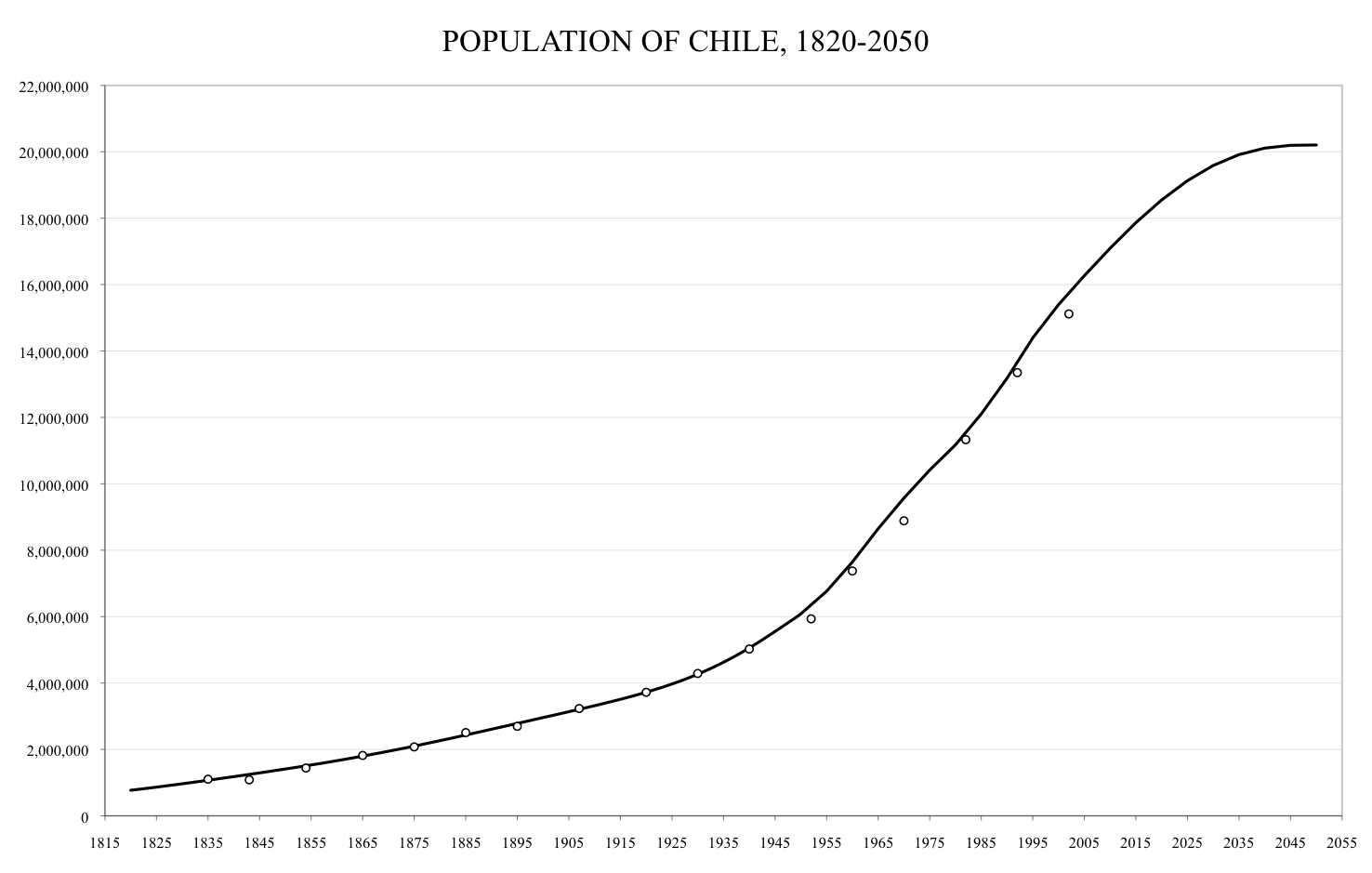
سكان شيلي في الفترة من عام 1820، يتوقع حتى عام 2050

في القدم، كان سكان تشيلي من الشعوب الهندية الأميركية، وعندما استقر الأسبان بالبلاد حدث اختلاط بينهم وبين الهنود الأمريكيين، نتج عنه ما يسمى ب«المستيزو» (كلمة إسبانية تعني خليط). يشكل المستيزو اليوم 65% من سكان تشيلي، وحوالي ربع سكان تشيلي من عناصر أوروبية، أغلبهم من الأسبان، وهناك 5% من الهنود الأمريكيين، ويعيش معظم السكان في النطاق الأوسط من البلاد حول العاصمة ففي النطاق الأوسط ثلثا السكان.

### التشيليون ذوو الأصول الشرق الأوسطية
هاجر عدد من الفلسطينيين واللبنانيين والسوريين والأرمن الشرق أوسطيين إلى تشيلي بأعداد كبيرة في موجات هجرة استمرت من أواسط القرن التاسع عشر إلى بدايات القرن العشرين، وكان النصيب الأوفر من هذه الهجرات من بلاد الشام إبان الحكم العثماني حيث كان التضييق على العرب في أرزاقهم وخصوصا المسيحيين [بحاجة لمصدر] منهم لذلك فضل الكثير منهم الهجرة إلى الخارج لضروريات توفير مقومات معيشة أفضل. فاستقر الكثير من الشرق أوسطيين في تشيلي والأرجنتين والبرازيل وكولومبيا وغيرها. وبحسب بعض التقديرات فإن عدد الذين ينحدرون من أصول شرق أوسطية في دول أميركا اللاتينية يقدرون بـ 25 مليون شخص، 10 ملايين منهم في البرازيل وحدها.[بحاجة لمصدر]
يبلغ تعداد التشيليين من أصول شرق أوسطية قرابة الـ 800,000 شخص [بحاجة لمصدر]يشكلون 5% من إجمالي تعداد السكان في تشيلي جلهم تقريباً من أصول فلسطينية حيث يبلغ تعدادهم قرابة الـ 500,000 شخص[بحاجة لمصدر]. ويعود السبب في أن معظم الهجرات انطلقت من فلسطين ولبنان إلى أن سكان هذه المناطق كانوا الأوفر حظا في التعليم[بحاجة لمصدر] وبالتالي الأكثر انفتاحا والأكثر قدرة على الاندماج مع مجتمعات جديدة.
يعتبر التشيليين الشاميون قوة ضغط كبيرة داخل المجتمع التشيلي، وهم الشريحة الأكثر تعليما في تشيلي[بحاجة لمصدر]. ولقد قاموا بتأسيس العديد من المراكز الثقافية التي تعنى بتغذية روح الانتماء للوطن الأم، من ذلك مؤسسة بيت لحم ونادي فلسطين لكرة القدم الذي يعد من أكبر الأندية الرياضية في البلاد.
من أشهر الشخصيات التشيلية ذات الأصول الشامية:
- بابلو سعيد (عمدة سانتياغو) (أصول فلسطينية)
- خوسيه سعيد (من كبار رجل الأعمال، يملك إحدى أكبر شركات التطوير العقاري) (أصول فلسطينية)
- أرتورو صالح غساني (مدرب المنتخب التشيلي لكرة القدم في الفترة بين 1990 إلى 1993 وقد حقق معه المركز الثالث في بطولة كوبا أميريكا عام 1991) (أصول فلسطينية)
- لويس إنريكه يعرور (رجل أعمال) (أصول فلسطينية)
- كارلوس طعمة (رجل أعمال) (أصول فلسطينية)
- حسين صباغ (نفوذ سياسي) (أصول لبنانية)
- جيسيكا فاخوري (نفوذ سياسي) (أصول أردنية)
- سيرجيو بيطار شقرة (وزير وسيناتور) (أصول سورية/لبنانية)
- نيكولاس ماسو (لاعب تنس) (أصول فلسطينية)

### الدين

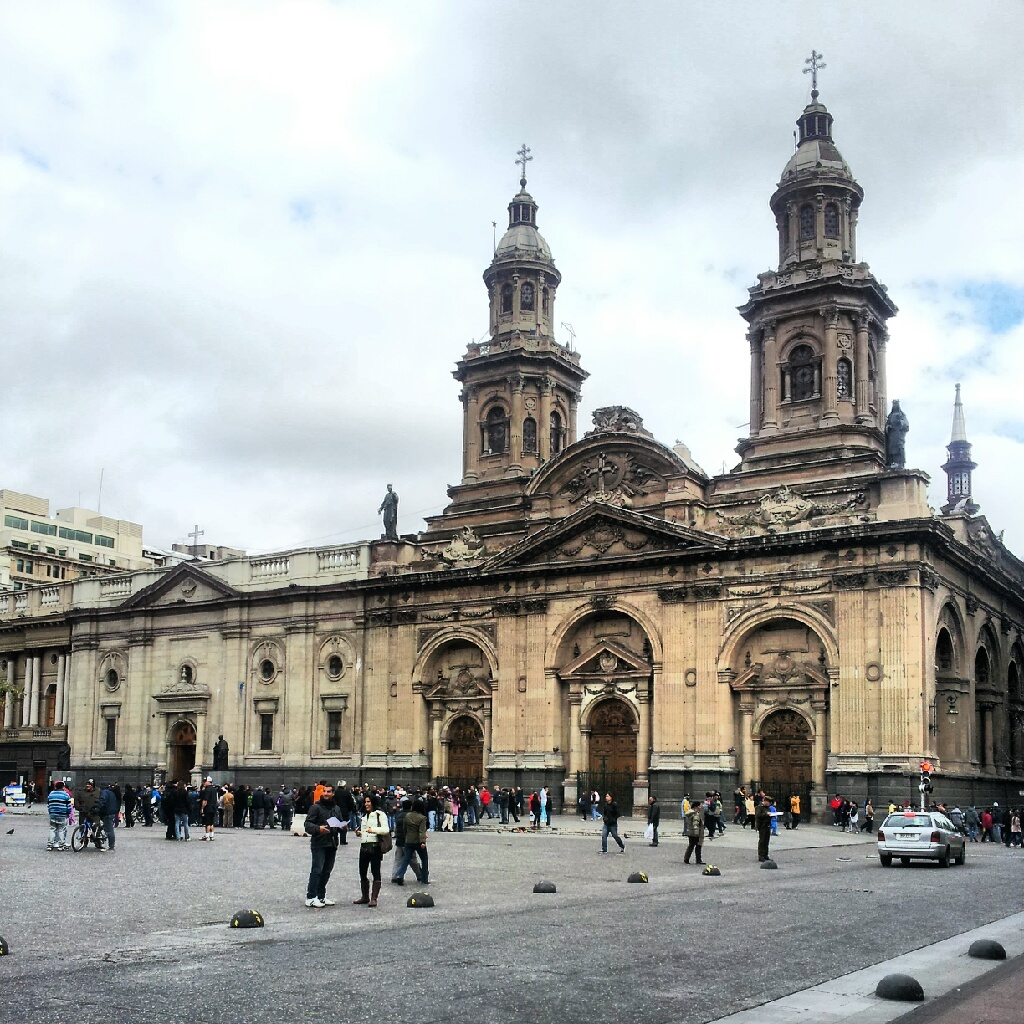
كاتدرائية سانتياغو متروبوليتان ، بنيت بين عامي 1748 و1906

اعتبارًا من عام 2012، ادعى 66.6% من السكان التشيليين الذين تزيد أعمارهم عن 15 عامًا أنهم ينتمون إلى الكنيسة الرومانية الكاثوليكية، وهو انخفاض عن 70% المُبلغ عنها في تعداد عام 2002. في نفس التعداد السكاني لعام 2012، أفاد 17% من التشيليين بأنهم ينتمون إلى الكنيسة الإنجيلية ("الإنجيلية" في التعداد تشير إلى جميع الطوائف المسيحية بخلاف الكنائس الرومانية الكاثوليكية والأرثوذكسية - اليونانية والفارسية والصربية والأوكرانية والأرمنية). كنيسة يسوع المسيح لقديسي الأيام الأخيرة، والسبتيين، وشهود يهوه : في الأساس، لا تزال هذه الطوائف تُسمى عمومًا " البروتستانتية " في معظم البلدان الناطقة باللغة الإنجليزية، على الرغم من أن الأدفنتست غالبًا ما تُعتبر طائفة إنجيلية أيضًا). ما يقرب من 90٪ من المسيحيين الإنجيليين هم العنصرة. لكن الكنائس الويسليانية واللوثرية والأنجليكانية والأسقفية والمشيخية وغيرها من الكنائس الإصلاحية والمعمدانية والميثودية موجودة أيضًا بين الكنائس الإنجيلية التشيلية. يمثل الأشخاص غير المتدينين والملحدين والملحدين حوالي 12% من السكان.

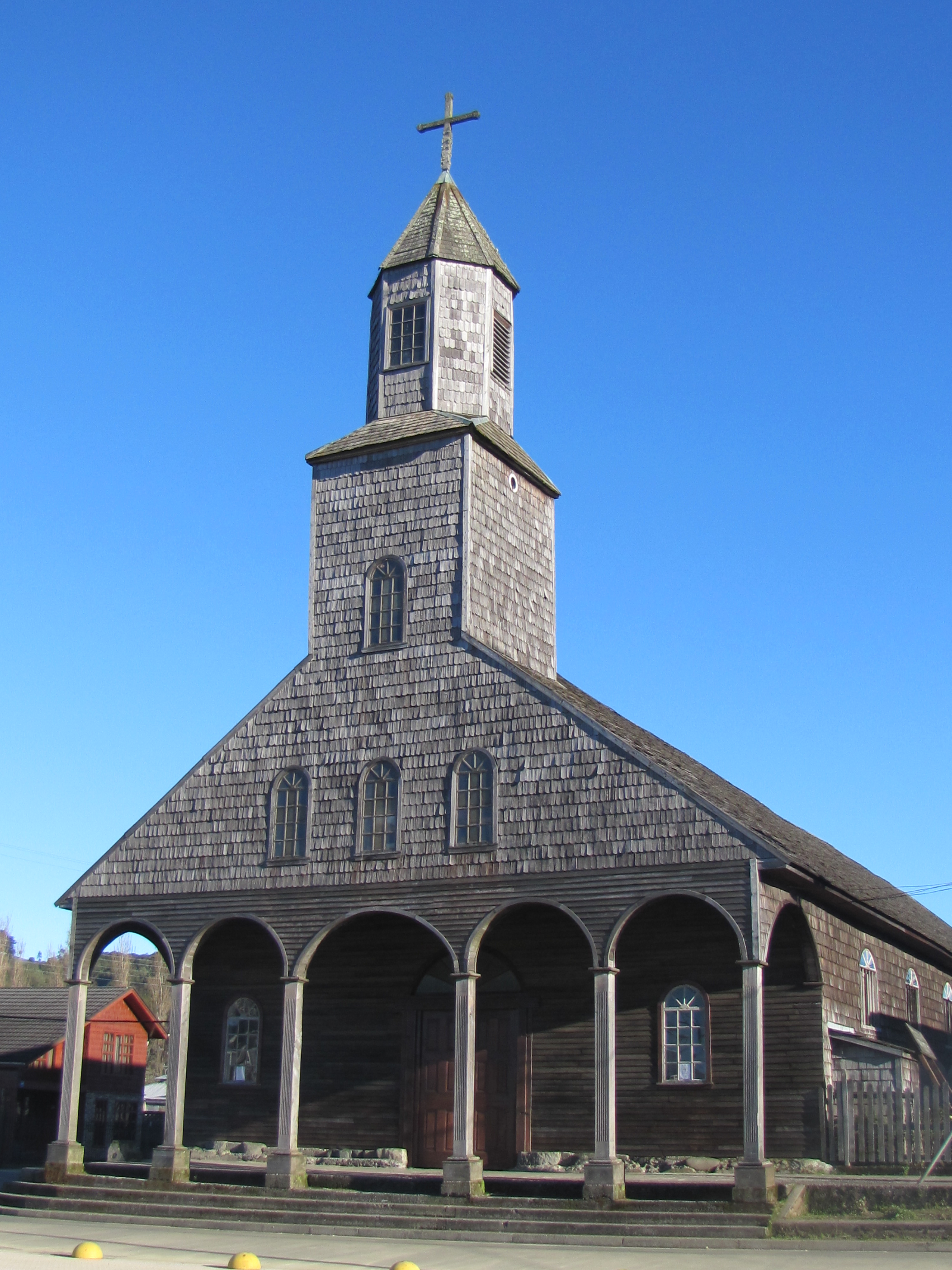
كنيسة سانتا ماريا دي لوريتو الاستعمارية في أشاو

بحلول عام 2015، ظل الدين الرئيسي في تشيلي هو المسيحية (68%)، مع ما يقدر بنحو 55% من التشيليين ينتمون إلى الكنيسة الرومانية الكاثوليكية، و13% إلى مختلف الكنائس الإنجيلية، و7% فقط يلتزمون بأي دين آخر. ويقدر اللاأدريون والملحدون بـ 25٪ من السكان.
يوجد في تشيلي طائفة دينية بهائية، وهي موطن للمعبد البهائي الأم، أو دار العبادة القارية، لأمريكا اللاتينية. تم الانتهاء منه في عام 2016، وهو بمثابة مساحة للناس من جميع الأديان والخلفيات للتجمع والتأمل والتأمل والعبادة. وهو مصنوع من الزجاج المصبوب والرخام الشفاف، وقد وُصف بأنه مبتكر في أسلوبه المعماري.
يضمن الدستور الحق في حرية الدين ، وتساهم القوانين والسياسات الأخرى في ممارسة الشعائر الدينية بشكل عام. ويحمي القانون على جميع المستويات هذا الحق بشكل كامل ضد إساءة الاستخدام من قبل الجهات الحكومية أو الخاصة. الكنيسة والدولة منفصلتان رسميًا في تشيلي. ويحظر قانون الدين لعام 1999 التمييز الديني . ومع ذلك، تتمتع الكنيسة الرومانية الكاثوليكية، لأسباب تاريخية واجتماعية في الغالب، بمكانة مميزة وتتلقى أحيانًا معاملة تفضيلية. يحضر المسؤولون الحكوميون المناسبات الكاثوليكية الرومانية بالإضافة إلى الاحتفالات الإنجيلية واليهودية الكبرى.
تعامل الحكومة التشيلية الأعياد الدينية مثل عيد الميلاد، والجمعة العظيمة ، وعيد عذراء كارمن ، وعيد القديسين بطرس وبولس، وعيد انتقال السيدة العذراء، وعيد جميع القديسين ، وعيد الحبل بلا دنس كأعياد وطنية. أعلنت الحكومة مؤخرًا أن يوم 31 أكتوبر، يوم الإصلاح، هو يوم عطلة وطنية إضافية، تكريمًا للكنائس الإنجيلية في البلاد.
قديستا تشيلي هما سيدة جبل الكرمل والقديس يعقوب الأكبر ( سانتياغو ). في عام 2005، أعلن البابا بنديكتوس السادس عشر قديس ألبرتو هورتادو ، الذي أصبح ثاني قديس كاثوليكي أصلي في البلاد بعد تيريزا دي لوس أنديس .

## النشاط البشري

### الزراعة
استطاعت تشيلي تطوير مواردها، فحققت تفوقاً في مجال الاستغلال المعدني والصناعي إلى جانب التقدم الزراعي رغم حظها الضئيل من الأراضي الصالحة للزراعة، وأهم الحاصلات: القمح، والشعير، والذرة، والأرز، والبنجر، وتخصص مساحة لابأس بها لزراعة الخضر والفاكهة وتتكون ثروتها الحيوانية من الأبقار والأغنام، وصيد الأسماك حرفة هامة خصوصاً في القطاع الجنوبي من تشيلي.

### المعادن
وتمتلك تشيلي حوالي ثلث احتياطي النحاس في العالم، كما أنها أكبر دول العالم استخراجا لل (النترات الطبيعي)، وإلى جانب هذا يعد الذهب والفضة والمنجنيز والحديد، واكتشف بها البترول مؤخراً، وقد دفع هذا حركة التصنيع بالبلاد، وأهم الصناعات: صهر الحديد وصناعة الصلب، والصناعات الغذائية خصوصاً صناعة تعليب الأسماك وصناعة السكر والمخصبات.

## النظام السياسي

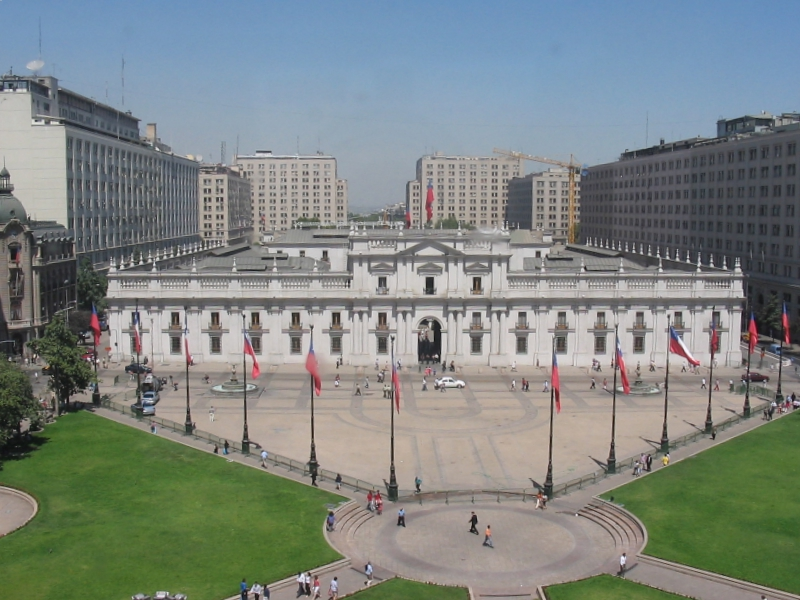
بالاسيو دي لا مونيدا في وسط مدينة سانتياغو.

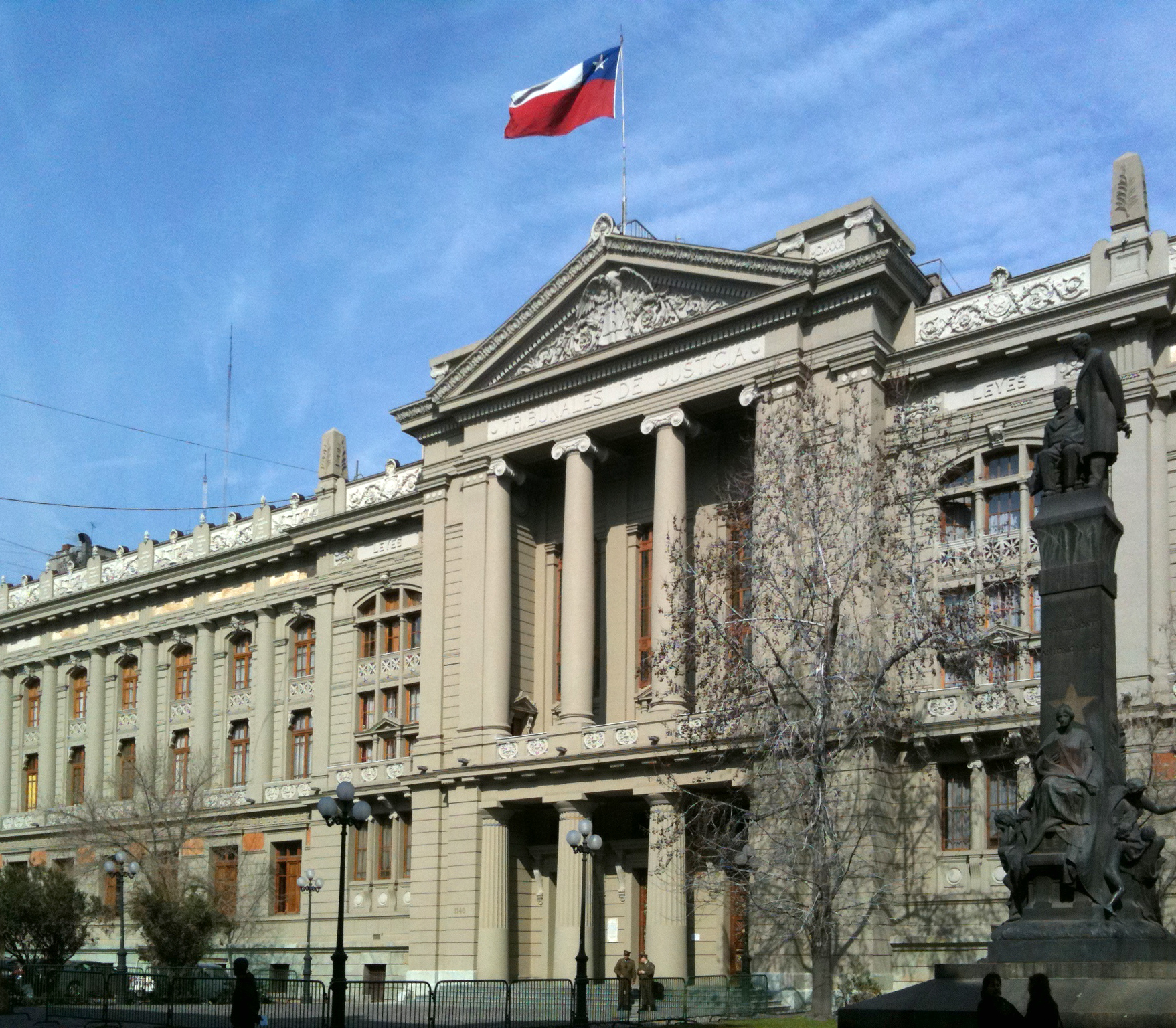
قصر العدل في سانتياغو.

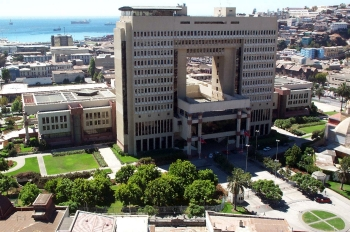
مبنى الكونكرس الوطني في فالبارايسو.

### التطور التاريخي للنظام السياسي
- نالت تشيلي استقلالها من الاستعمار الإسباني في العام 1818 وحقق شعبها أول حكومة ديمقراطية له سنة 1861.
- أما ولادة الدستور الأول فقد وضع في 1925 والذي زاد من صلاحيات رئيس الجمهورية
- وفي عام 1958 كانت انطلاقة المرحلة التمهيدية الثانية حينما تم انتخاب اليساندري بلما الليبرالي رئيساً للجمهورية حينها شهدت البلاد أول صدام جدي بين الجيش والسلطة السياسية بين الحربين العالميتين الأولى والثانية تحت حكم السياسي الليبرالي أرتورو أليساندري الذي قام بعدة إصلاحات اجتماعية عارضها الجنرالات لكن ظلت تشيلي ديمقراطية
- 1958 فترة النقلة النوعية التي جعلت التشيليون مصممون على الاستقرار الدستوري من خلال انطلاقة الفكر الاشتراكي في التشيلي من خلال انتخاب سلفادور آليندي والذي لم يحكم إلا ثلاثة سنوات إثر انقلاب عسكري من قبل الديكتاتور بينوشيه فدخلت التشيلي في مرحلة الديكتاتورية والتي حكمت فيها بالحديد والنار والقمع وتم تعطيل البرلمان والدستور حتى عام 1980
- 1980 ولادة الدستور الجديد وبدأ العمل به في 11 مارس 1981، ثم عُدِّل، في 30 يوليه 1989، وفي 1997.

### التقسيم الإداري
تشيلي تنقسم إلى 15 إقليم (بالأسبانية: Regiones ومفردها: Región )، وهي التقسيم الإداري الأول في الدولة. كل إقليم رأسه مشرف (Intendente ) معين من قبل الرئيس ومجلس إقليمي منتخب بالانتخاب الغير مباشر (Consejo Regional).

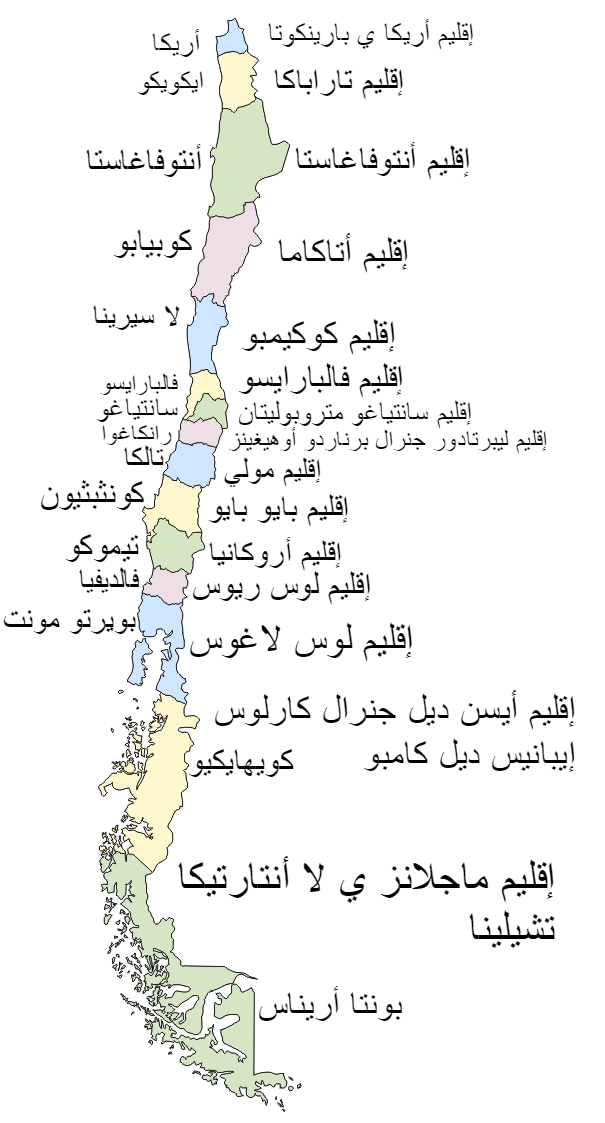
أقاليم تشيلي

وتنقسم هذه الأقاليم الخمس عشر إلى محافظات (Province ) وهي المستوى الإداري الثاني في الدولة، كل محافظة تدار بواسطة محافظ (Gobernador ) معين من قبل الرئيس. هناك 54 محافظة بالإجمالي. وتنقسم هذه المحافظات إلى شعبيات (Commune ) وهي المستوى الإداري الثالث وتحكم بواسطة بلديات (Municipality ).
| مفتاح | الأسم                                         | العاصمة             | المساحة (كم2) | تعداد السكان | الترتيب الشمال إلى الجنوب |
| ----- | --------------------------------------------- | ------------------- | ------------- | ------------ | ------------------------- |
| 01    | إقليم تاراباكا                                | ايكويكو             | 42,225.8      | 298,257      | 2                         |
| 02    | إقليم أنتوفاغاستا                             | أنتوفاغاستا         | 126,049.1     | 542,504      | 3                         |
| 03    | إقليم أتاكاما                                 | كوبيابو (تشيلي)     | 75,176.2      | 290,581      | 4                         |
| 04    | إقليم كوكيمبو                                 | لا سيرينا           | 40,579.9      | 704,908      | 5                         |
| 05    | إقليم فالبارايسو                              | فالبارايسو          | 16,396.1      | 1,723,547    | 6                         |
| 06    | إقليم ليبرتادور جنرال برناردو أوهيغينز        | رانكاغوا            | 16,387        | 872,510      | 8                         |
| 07    | إقليم مولي                                    | تالكا               | 30,296.1      | 963,618      | 9                         |
| 08    | إقليم بايو بايو                               | كونثبثيون، تشيلي    | 37,068.7      | 1,965,199    | 10                        |
| 09    | إقليم أروكانيا                                | تيموكو              | 31,842.3      | 907,333      | 11                        |
| 10    | إقليم لوس لاغوس                               | بويرتو مونت (تشيلي) | 48,583.6      | 785,169      | 13                        |
| 11    | إقليم أيسن ديل جنرال كارلوس إيبانيس ديل كامبو | كويهايكيو           | 108,494.4     | 98,413       | 14                        |
| 12    | إقليم ماجلانز ي لا أنتارتيكا تشيلينا          | بونتا أريناس        | 132,291.1     | 159,152      | 15                        |
| 14    | إقليم لوس ريوس                                | فالديفيا            | 18,429.5      | 363,887      | 12                        |
| 15    | إقليم أريكا وبارينكوتا                        | أريكا               | 16,873.3      | 213,595      | 1                         |
| 13    | إقليم سانتياغو متروبوليتان                    | سانتياغو            | 15,403.2      | 6,683,852    | 7                         |

ملاحظة: التعداد السكاني من إحصاء عام 2012.

### النظام القانوني
يقوم النظام القانوني، في تشيلي، على أُسس قانون عام 1857، المُستمد من القانون الأسباني (الملكي البرلماني)، والقوانين المتأثرة بالأنظمة الفرنسية (رئاسي برلماني) والأسترالية (فيدرالي ديمقراطي). تخضع التشريعات القانونية للمراجعة القضائية، في المحكمة العليا. ولا تقبل تشيلي السلطة الإلزامية لمحكمة العدل الدولية.

### حق الاقتراع
مكفول لمن يبلغ الثامنة عشرة، من الذكور والإناث.
2.8 مليون مواطن مسجلون في الجداول الانتخابية «أكثر من نصفهم من النساء».
قانون الانتخاب الذي يكفل لليمين تمثيلا يتجاوز وزنه الانتخابي ويحرم أحزابا، كالحزب الشيوعي - خارج الائتلافات الرئاسية - من أن يكون له تمثيل في مجلس النواب والشيوخ، بمعني أنه يمنع - عمليا - الأحزاب خارج الائتلافين الكبيرين من أن يكون لها ممثلون داخل البرلمان. لكن الانتخابات الأخيرة قلبت الطاولة على هذا القانون بفوز اليسار مما أدى إلى تعديل القانون.

### الهيئة التنفيذية

#### رئيس الدولة
يُنتخب رئيس الجمهورية، في اقتراعٍ شعبي مباشر، لفترة رئاسية، كانت ثمانية سنوات ثم ستة سنوات والآن أربع سنوات. وينتخب الرئيس بالأغلبية المطلقة من الأصوات. ينص الدستور ان يكون المرشح تشيلي الجنسية مولود في التشيلي وان لا يقل عمره عن 40 سنة. ويشغل الرئيس منصبي رئيس الدولة ورئيس الوزارء.

#### بعض صلاحياته
القاء كلمة امام مجلس النواب.. طرح الاستفتاء إلى الشعب..يقوم بالمراسيم..اقتراح ما يلزم من تغيرات للرئيس الوزراء.. اعلان حالة الطوارئ.. ويسهر على أداء نظام
المحاكم الدستورية قائد القوات المسلحة.. يعيين جميع قضاة المحكمة العليا و
محاكم الاستئناف وبتصديق من مجلس الشيوخ.
الرئيس الحالي.......
امراة - ميشال باشيله المرشحة الاشتراكية، التي كانت إحدى ضحايا غرف التعذيب خلال العهد الديكتاتوري الذي استمر تحت رئاسة بينوتشي فهي والمطلقة مرتين، والأم لثلاثة أولاد من زوجين مختلفين. فوز باشيله يعزز دور اليسار الاشتراكي في القارة الأمريكية، ويعزز السياسة المناهضة للهيمنة والسيطرة التي تديرها الإدارة الأمريكية

#### مجلس للوزراء
يقوم الرئيس بتعيين مجلس وزراء مكون من 20 وزيرا يعملون على مساعدته
المجلس الوزاري المصغر
ويختار من بين الوزراء نخبة مقربة للرئيس يثق بها مكونا في ذلك المجلس الوزاري المصغر وعددهم لا يتجاوز الخمسة

### الهيئة التشريعيّـة
تتكون الهيئة التشريعية المتمثلة في المجلس الوطني من مجلسين:

#### مجلس النواب
يتكون من 120 مقعداً، يجري انتخابهم في اقتراعٍ شعبي مباشر، ومدة خدمتهم أربع سنوات.ويشكل المجلس حسب النسبة والعدد. 15 في المئة من النواب هم من النساء حسب الكوتة النسائية.

#### مجلس الشيوخ
ويتألف من 47 عضواً، يُنتخب 38 منهم، في اقتراعٍ شعبي مباشر، ويُعيَّن 9 الآخرون تعيين؛ ومدة خدمة الأعضاء ثماني سنوات، ويُنتخب نصف الأعضاء المنتخبين، كل أربع سنوات (جميع رؤساء الجمهورية السابقين، أعضاء في مجلس الشيوخ، مدى الحياة).وحسب الكوتة النسائية ينتخب امرأتان في مجلس الشيوخ
وقبل أن تتخلى الحكومة عن مسؤوليات الحكم يتم تعيين الشيوخ التسعة المتبقين من 47 عضو/ تعينهم القوات المسلحة 3 تعينهم المحكمة العليا 2 يعينهم الرئيس
- نقلة نوعية أقرتها باشيله
- كما تقرر إلغاء تعيين تسعة أعضاء في مجلس الشيوخ بحيث يصبح الانتخاب هو الوسيلة الوحيدة للحصول علي عضوية المجلس، وألغي نظام العضوية في مجلس الشيوخ مدي الحياة.

### السلطة القضائيّـة
- تتمثل السلطة القضائية، في تشيلي:
- المحكمة العليا أعلى محكمة في البلاد،
- والمحكمة الدستورية.
- محاكم استئناف ومحاكم جنايات ومحاكم مقاطعات.
- المحكمة العليا، : تتكون من 16 قاضيا ويتم تعينهم من قبل رئيس الجمهورية؛ ويصدِّق مجلس الشيوخ على تعيين المرشحين، من القوائم، التي تقدمها محكمة نفسها. ينتخب أعضاء محكمة، البالغ عددهم واحد وعشرون عضواً، رئيس المحكمة.

ومهمتها مراجعة القرارات التي تصدرها المحاكم الأدنى درجة
تخضع التشريعات القانونية للمراجعة القضائية، في المحكمة العليا. ولا تقبل تشيلي السلطة الإلزامية
لمحكمة العدل الدولية.
- المحكمة الدستورية: مهمتها الفصل في التشريعات الدستورية وتعيد النظر في الإصلاحات الدستورية

### الأحزاب السياسية
- حزب تشيلي 200
- الحزب الديموقراطي المسيحي PDC,
- ائتلاف الأحزاب من أجل الديموقراطية CPD يضم:
- الحزب الديموقراطي المسيحي PDC
- الحزب الاشتراكي PS
- حزب الديموقراطية PPD،
- الحزب الاشتراكي الديموقراطي الراديكالي PRSD
- الاتحاد الديموقراطي المستقل UDI
- التجديد الوطني PS
- حزب الديموقراطية PPD
- حزب الجنوب PS
- حزب اتحاد الوسط ـ الوسط UCCP
- الحزب الاشتراكي الديموقراطي الراديكالي PRSD
- الاتحاد من أجل تقدم تشيلي UPP، يضم حزبي التجديد الوطني RN، والاتحاد الديموقراطي المستقل UDI

### مجموعات الضغط السياسي
- اتحادات الطلاب الجامعية التي أعيد نشاطها في الجامعات المهمة في تشيلي.
- كنيسة الروم الكاثوليك.
- مركز العمال المتحد، ويضم النقابيين، من اتحادات العمال الخمسة في البلاد.

### نحو العدالة الاجتماعية
التشيلي في طريقها إلى العدالة الاجتماعية لكنها تسير مثل السلحفاة وذلك لان التشيلي وليدة العصر بالنسبة إلى الديمقراطية ومن الملاحظ في الآونة الأخيرة أن التشيلي متجهة إلى تحقيق
العدالة الاجتماعية والتخلص من التبعية للولايات المتحدة..وللتحكم بثرواتها لمصلحة شعوبها دون تمييز.

## القوات المسلحة

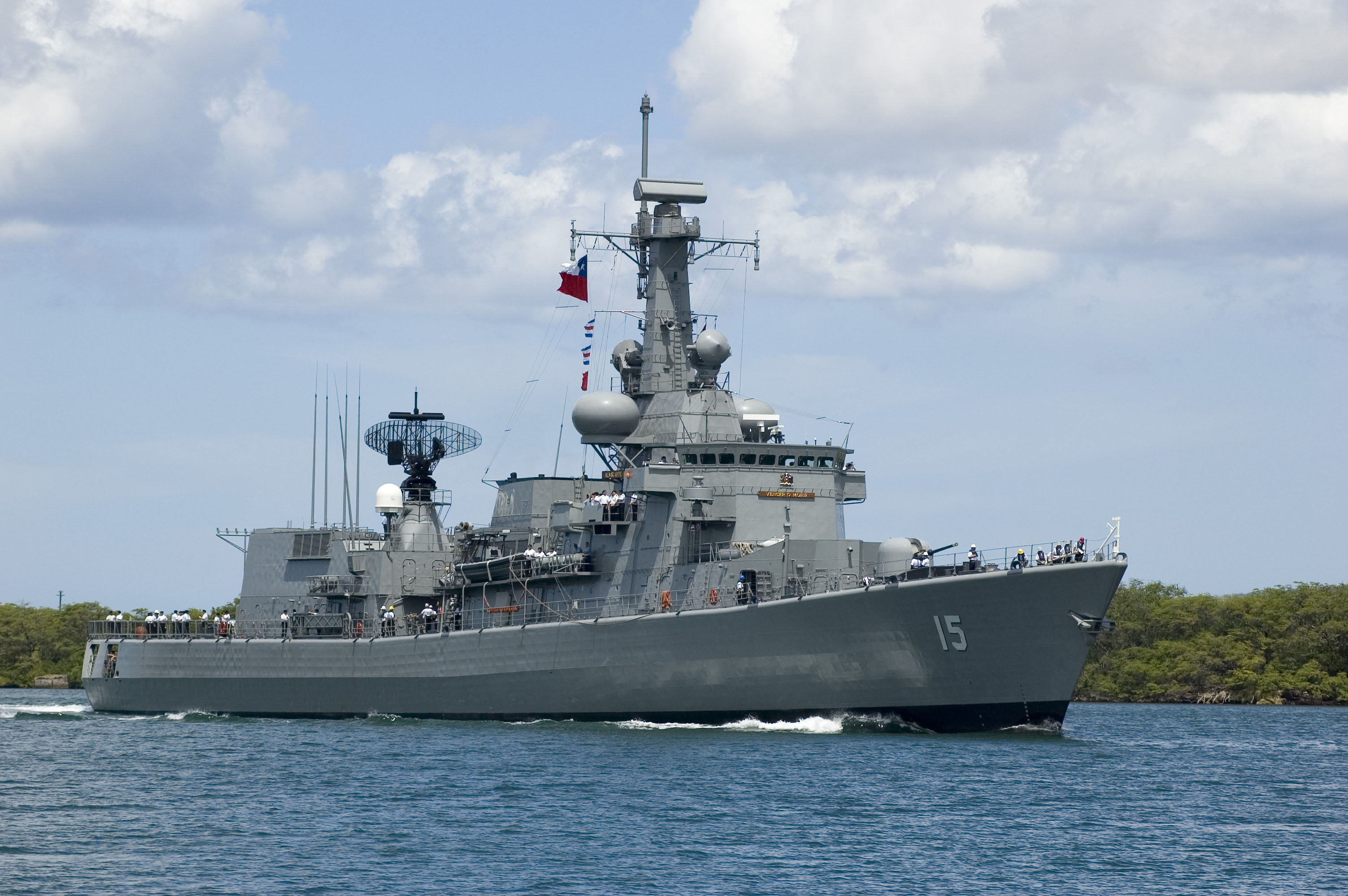
فرقاطة من فئة كارل دوران تابعة للبحرية التشيلية

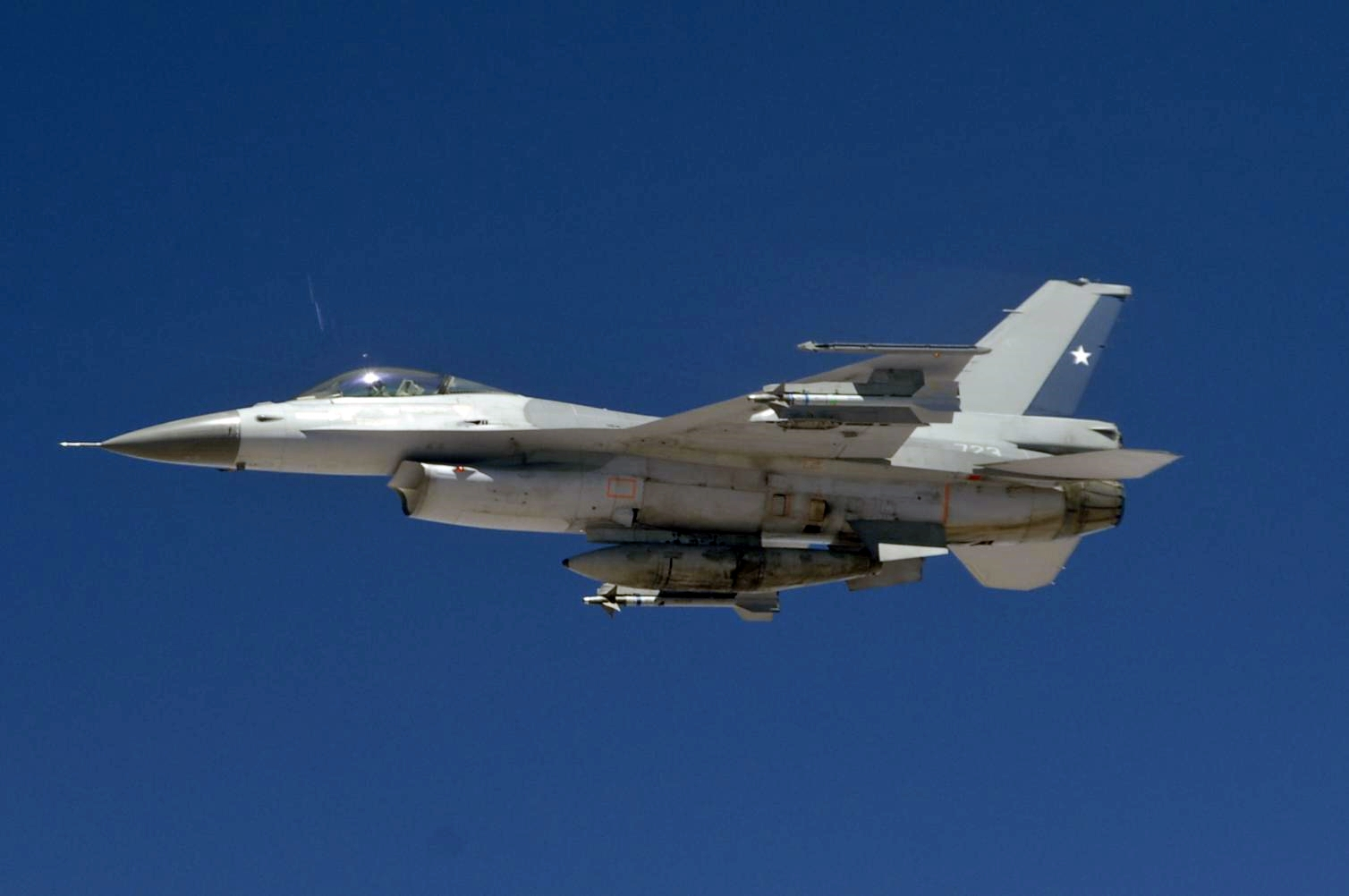
طائرة جنرال دايناميكس إف-16 فايتينغ فالكون من القوات الجوية التشغيلية

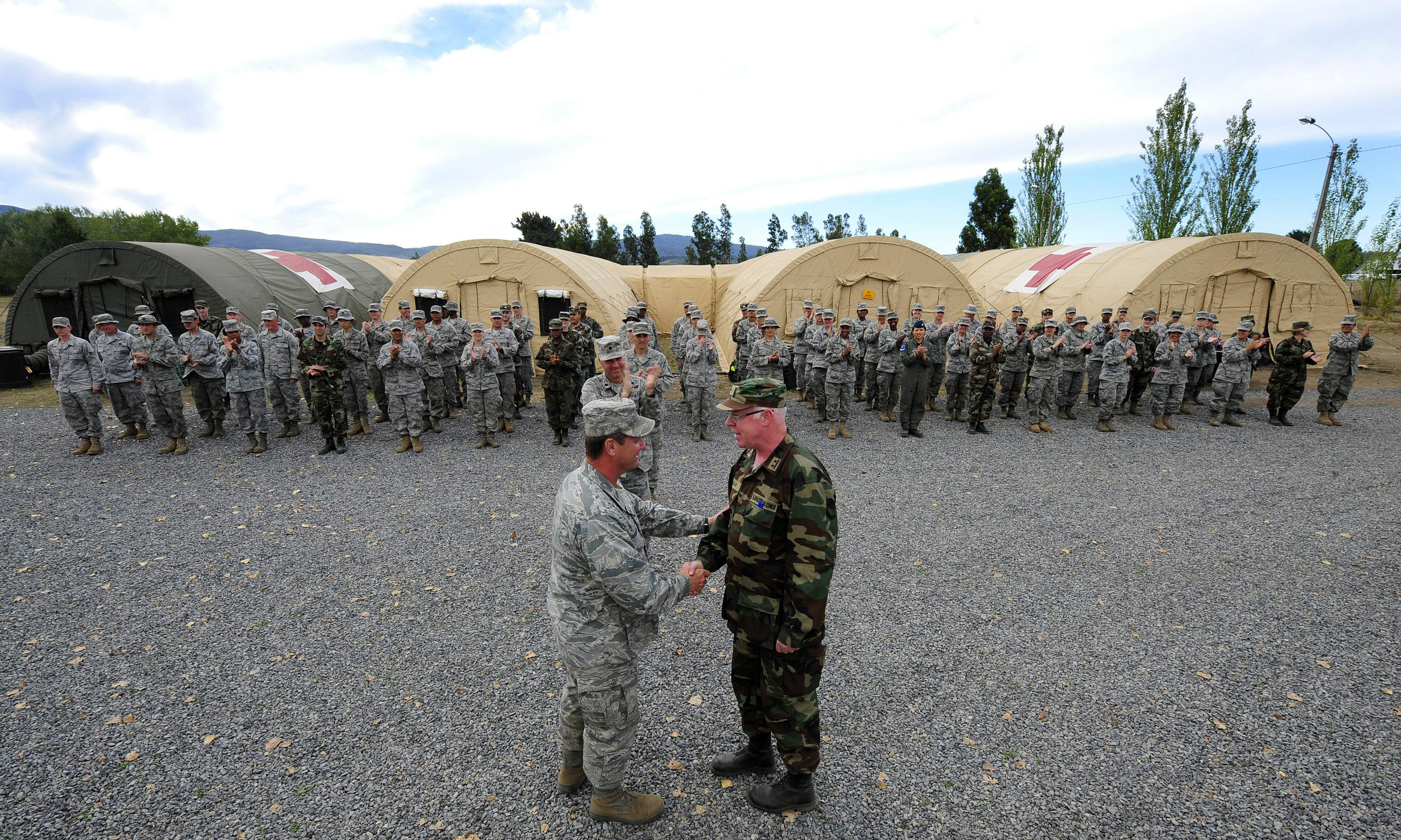
المستشفى الميداني M * A * S * H في أنخول، خلال زلزال تشيلي 2010.

- القوات العاملة: نحو 87500 فرد، منهم 30600 ألف، تجنيدهم إلزامي.
- مدة الخدمة: سنة للجيش، و22 شهراً للبحرية والقوات الجوية.
- قوات الاحتياطي: 50 ألف فرد، وكلهم للجيش.
- الجيش: 51 ألف فرد، منهم نحو 27 ألفاً، تجنيدهم إلزامي

### نزاعات دولية
تطالب بوليفيا، منذ أن فقدت منطقة أتاكاما لمصلحة تشيلي، في 1884، بممرٍ يربطها بالمحيط الهادي الجنوبي، يكون لها حق السيادة عليه. كما يوجد نزاع بين الدولتين، بشأن حقوق المياه في منطقة ريو لوكا Ro Lauca. وتتداخل مطالب تشيلي الإقليمية، في منطقة أنتاركتيكا (حسب معاهدة تشيلي ـ أنتاركتيكا) مع مطالب الأرجنتين والمطالب البريطانية.

## الاقتصاد

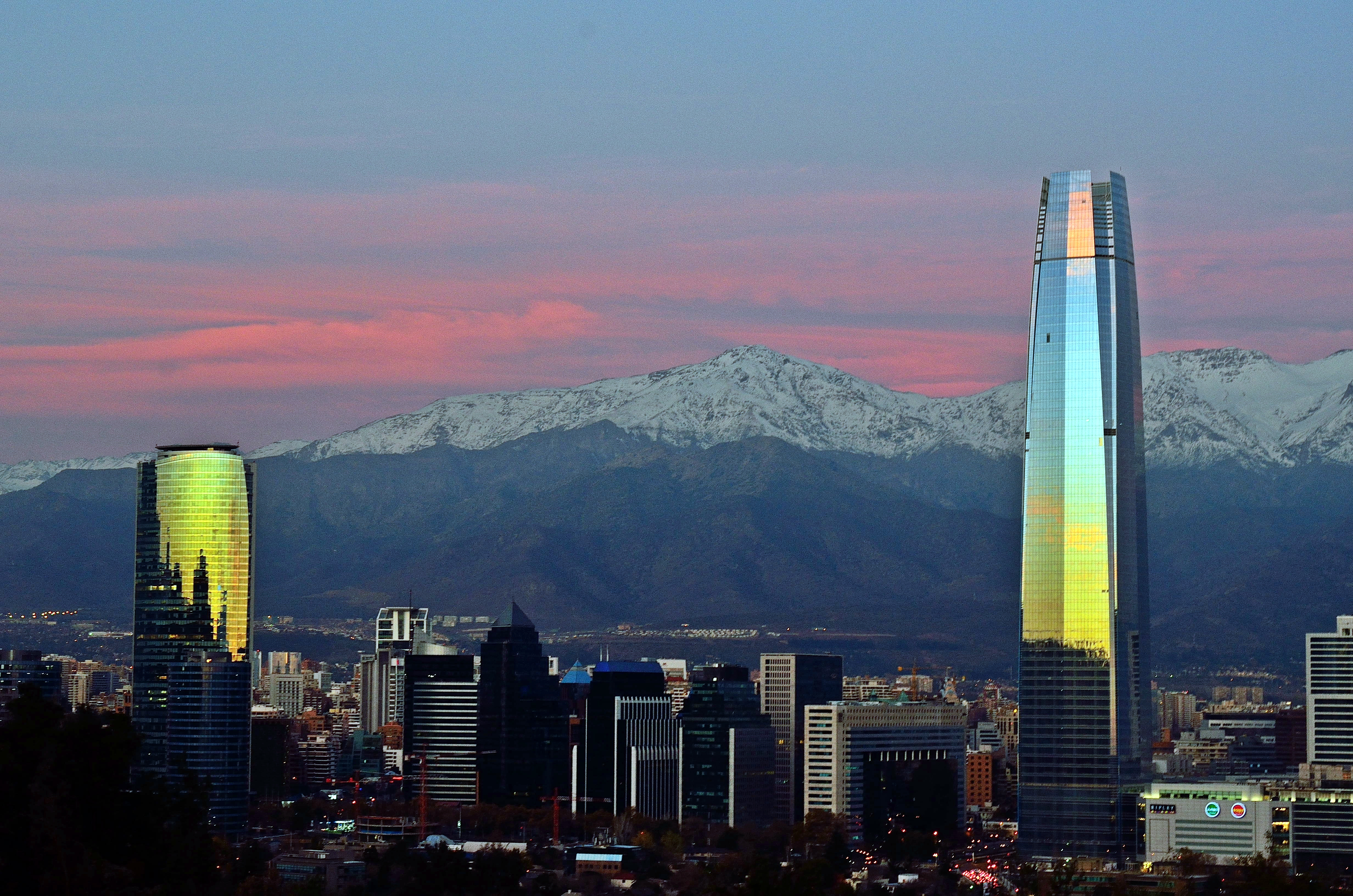
سانهاتان ، الحي المالي في سانتياغو دي تشيلي.

تمتلك تشيلي نظاماً اقتصادياً، يقوم على مبادئ اقتصاد السوق؛ ويتميز بمستوى عالٍ من
التجارة الخارجية. خلال السنوات الأولى، من عقد تسعينيات القرن العشرين، تعززت سمعة تشيلي كأنموذجٍ للإصلاح الاقتصادي
ولكن البلاد لا تزال تعاني معدلات البطالة المتصاعدة، وهو ما يضع التشيلي، تحت ضغوط شديدة، لتحسين مستويات المعيشة. وفي الوقت نفسه، بدأت تشيلي مفاوضات مع الولايات المتحدة الأمريكية، في شأن إنشاء مناطق للتجارة الحرة.
يعتبر بنك تشيلي المركزي في سانتياغو بمثابة البنك المركزي للبلاد. العملة التشيلية هي بيزو تشيلي. وتشيلي إحدى أكثر دول أمريكا الجنوبية استقراراً وازدهاراً، فهي رائدة دول أمريكا اللاتينية في التنمية البشرية، والقدرة التنافسية والعولمة، والحرية الاقتصادية، وانخفاض مؤشرات الفساد. منذ يوليو 2013، يعتبر البنك الدولي تشيلي بمثابة اقتصاد عالي الدخل (وفق تصنيفاته).
يذكر مركز الأبحاث مؤسسة التراث أن تشيلي تتمتع بأعلى درجة من الحرية الاقتصادية في أمريكا الجنوبية (تحتل المرتبة 22 على مستوى العالم)، وذلك بفضل نظامها القضائي المستقل والفعال والإدارة الحكيمة للمالية العامة. في مايو 2010، أصبحت تشيلي أول دولة في أمريكا الجنوبية تنضم إلى منظمة منظمة التعاون الاقتصادي والتنمية. في عام 2006، أصبحت تشيلي الدولة ذات أعلى نصيب للفرد من الناتج المحلي الإجمالي الإسمي في أمريكا اللاتينية. حتى عام 2020، احتلّت تشيلي المرتبة الثالثة في أمريكا اللاتينية (خلف أوروغواي وبنما) في الناتج المحلي الإجمالي الإسمي للفرد.
يشكل تعدين النحاس 20% من الناتج المحلي الإجمالي في تشيلي و60% من الصادرات. يعتبر منجم إسكونديدا أكبر منجم للنحاس في العالم، وينتج أكثر من 5% من الإمدادات العالمية. بشكل عام، تنتج تشيلي ثلث النحاس في العالم.
وقد ساهمت السياسات الاقتصادية السليمة، التي تم الحفاظ عليها باستمرار منذ الثمانينات، في تحقيق النمو الاقتصادي المطرد في شيلي وخفضت معدلات الفقر بأكثر من النصف. بدأت تشيلي تعاني من انكماش اقتصادي معتدل في عام 1999. وظل الاقتصاد بطيئاً حتى عام 2003، عندما بدأت علامات واضحة على الانتعاش في الظهور، محققاً نمواً في الناتج المحلي الإجمالي بنسبة 4.0٪. أنهى الاقتصاد التشيلي عام 2004 بنمو قدره 6٪. بلغ نمو الناتج المحلي الإجمالي الحقيقي 5.7% في عام 2005 قبل أن يتراجع إلى 4% في عام 2006. وتوسع الناتج المحلي الإجمالي بنسبة 5% في عام 2007. في مواجهة الأزمة المالية 2007-2008، أعلنت الحكومة عن خطة تحفيز اقتصادي لتحفيز التوظيف والنمو، وعلى الرغم من الركود الاقتصادي 2008، فإنها تهدف إلى التوسع بنسبة تتراوح بين 2% و3% من الناتج المحلي الإجمالي لعام 2009. ومع ذلك، اختلف المحللون الاقتصاديون مع التقديرات الحكومية وتوقعوا نموًا اقتصاديًا بمتوسط 1.5%.
. بلغ نمو الناتج المحلي الإجمالي الحقيقي في عام 2012 نحو 5.5٪. وتباطأ النمو إلى 4.1% في الربع الأول من عام 2013.

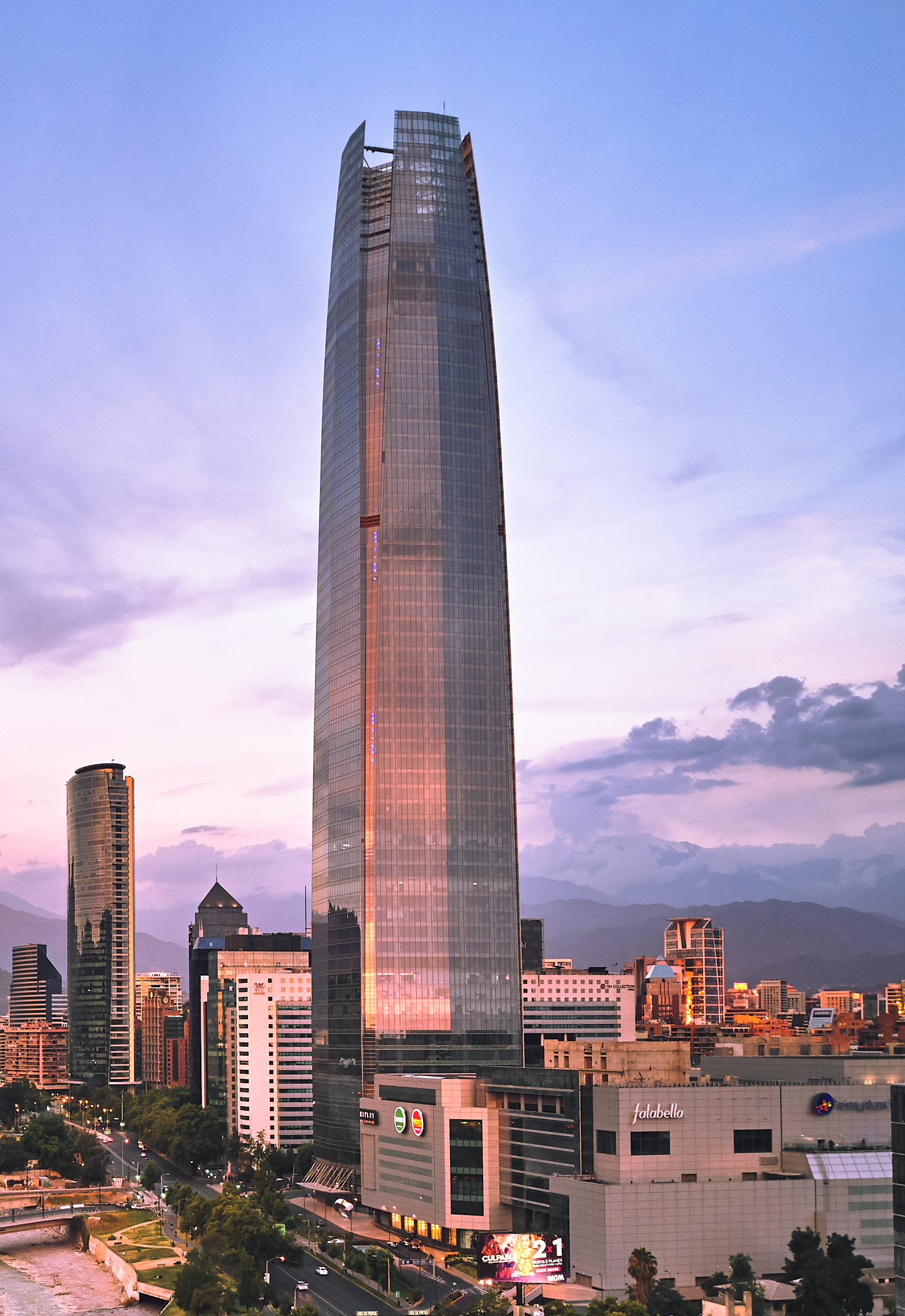
البرج الساحلي الكبير وبرج تيتانيوم لا بورتادا (في الخلفية)وناطحات السحاب سانهاتان

بلغ معدل البطالة 7.8% عام 2022 بحسب البنك الدولي. هناك تقارير عن نقص العمالة في قطاعات الزراعة والتعدين والبناء. انخفضت نسبة التشيليين الذين يعتبر دخلهم الأسري للفرد تحت خط الفقر - والذي يُعرف بأنه ضعف تكلفة تلبية الحد الأدنى من الاحتياجات الغذائية للشخص - من 45.1% في عام 1987 إلى 11.5% في عام 2009، وفقًا للدراسات الاستقصائية الحكومية. ومع ذلك، يرى المنتقدون في تشيلي أن أرقام الفقر الحقيقية أعلى بكثير من تلك المعلنة رسميًا. وباستخدام المقياس النسبي المفضل في العديد من البلدان الأوروبية، فإن 27% من التشيليين سيكونون فقراء، وفقًا لخوان كارلوس فيريس من مفوضية الأمم المتحدة الاقتصادية لأمريكا اللاتينية وجزر أمريكا.
اعتبارًا من نوفمبر 2012، يستفيد حوالي 11.1 مليون شخص (64% من السكان) من برامج الرعاية الحكومية،[بحاجة لتوضيح] من خلال "بطاقة الحماية الاجتماعية" والتي تشمل السكان الذين يعيشون في حالة فقر والسكان المعرضين لخطر الوقوع في الفقر. نظام التقاعد الوطني المخصخص في تشيلي شجّع الاستثمار المحلي وساهم في إجمالي معدل الادخار المحلي بنحو 21% من الناتج المحلي الإجمالي. بموجب نظام التقاعد الخاص الإلزامي، يدفع معظم موظفي القطاع العام 10% من رواتبهم إلى الصناديق التي يديرها القطاع الخاص.
وقعت تشيلي اتفاقيات التجارة الحرة مع شبكة كاملة من البلدان، بما في ذلك اتفاقية التجارة الحرة مع الولايات المتحدة التي وقّعت في عام 2003 وتم تنفيذها في يناير 2004. تُظهر أرقام الحكومة الداخلية في تشيلي أنه حتى عند أخذ التضخم والارتفاع الأخير في أسعار النحاس في الاعتبار، فقد نمت التجارة الثنائية بين الولايات المتحدة وتشيلي بنسبة تزيد عن 60% منذ ذلك الحين. بلغ إجمالي تجارة تشيلي مع الصين 8.8 مليار دولار أمريكي في عام 2006، وهو ما يمثل حوالي 66% من قيمة علاقاتها التجارية مع آسيا. ارتفعت الصادرات إلى آسيا من 15.2 مليار دولار أمريكي في عام 2005 إلى 19.7 مليار دولار أمريكي في عام 2006، أي بزيادة قدرها 29.9%. وكان نمو الواردات على أساس سنوي قويا بشكل خاص من عدد من البلدان: الإكوادور (123.9%)، تايلاند (72.1%)، كوريا الجنوبية (52.6%)، والصين (36.9%).
إن النهج الذي تتبعه تشيلي في الاستثمار الأجنبي المباشر مقنن وفق قانون الاستثمار الأجنبي في البلاد. وتفيد التقارير أن التسجيل بسيط وشفاف، ويضمن للمستثمرين الأجانب الوصول إلى سوق صرف العملات لإعادة أرباحهم ورؤوس أموالهم إلى الوطن.
وشكلت الحكومة التشيلية مجلساً للابتكار والمنافسة، على أمل جلب المزيد من الاستثمار الأجنبي المباشر إلى أجزاء جديدة من الاقتصاد.
حلّت تشيلي في المرتبة 52 في مؤشر الابتكار العالمي عام 2023 وتقدّمت للمركز 51 في مؤشر الابتكار لعام 2024.

## اقرأ أيضا
- محافظة تييرا دل فويغو
- مسابقات رعاة البقر (شيلي)

## روابط خارجية
- تشيلي على موقع الموسوعة البريطانية (الإنجليزية)